# Caulastrocecis furfurella
Caulastrocecis furfurella — вид лускокрилих комах з родини виїмчастокрилі молі (Gelechiidae).

## Поширення
Вид поширений в Австрії, Італії, Чехії, Словаччині, Румунії, Україні, Росії та Казахстані.

## Опис
Розмах крил 13-16 мм.